# Union des républicains de progrès
 (signalé en juillet 2025).
Si vous disposez d'ouvrages ou d'articles de référence ou si vous connaissez des sites web de qualité traitant du thème abordé ici, merci de compléter l'article en donnant les références utiles à sa vérifiabilité et en les liant à la section « Notes et références ».
- Archive Wikiwix
- Bing
- Cairn
- DuckDuckGo
- E. Universalis
- Gallica
- Google
- G. Books
- G. News
- G. Scholar
- Persée
- Qwant
- (zh) Baidu
- (ru) Yandex
- (wd) trouver des œuvres sur Wikidata

L'Union des républicains de progrès (URP) fut, en France, une coalition de droite de majorité présidentielle créée après les élections législatives de 1967 afin de soutenir le général de Gaulle puis Georges Pompidou.

## Composition
L’URP regroupe essentiellement l'Union des démocrates pour la République (UDR, parti gaulliste), la Fédération nationale des républicains indépendants de Valéry Giscard d'Estaing et le Centre démocratie et progrès (scission du Centre démocrate).

## Élus
En 1967, l'URP réunissait 283 députés. En 1968, elle monte jusqu'à 387 sièges. Enfin, en 1973, elle recule à 261 élus avant de se diviser en 1974 pour l'élection présidentielle.

## Résultats électoraux

### Élections législatives
| Année | 1er tour   | 1er tour | 2d tour    | 2d tour | Sièges    |
| Année | Voix       | %        | Voix       | %       | Sièges    |
| ----- | ---------- | -------- | ---------- | ------- | --------- |
| 1967  | 8 453 512  | 37,75    | 8 675 260  | 46,33   | 259 / 487 |
| 1968  | 10 581 144 | 47,79    | 7 258 633  | 49,80   | 367 / 487 |
| 1973  | 9 567 911  | 40,28    | 10 041 570 | 47,02   | 311 / 490 |